# Diretoria de Serviço Geográfico
A Diretoria de Serviço Geográfico (DSG) é uma organização militar do Exército Brasileiro sediada em Brasília. Sua atribuição é superintender os assuntos ligados à cartografia e geoinformação terrestre.

## Missão

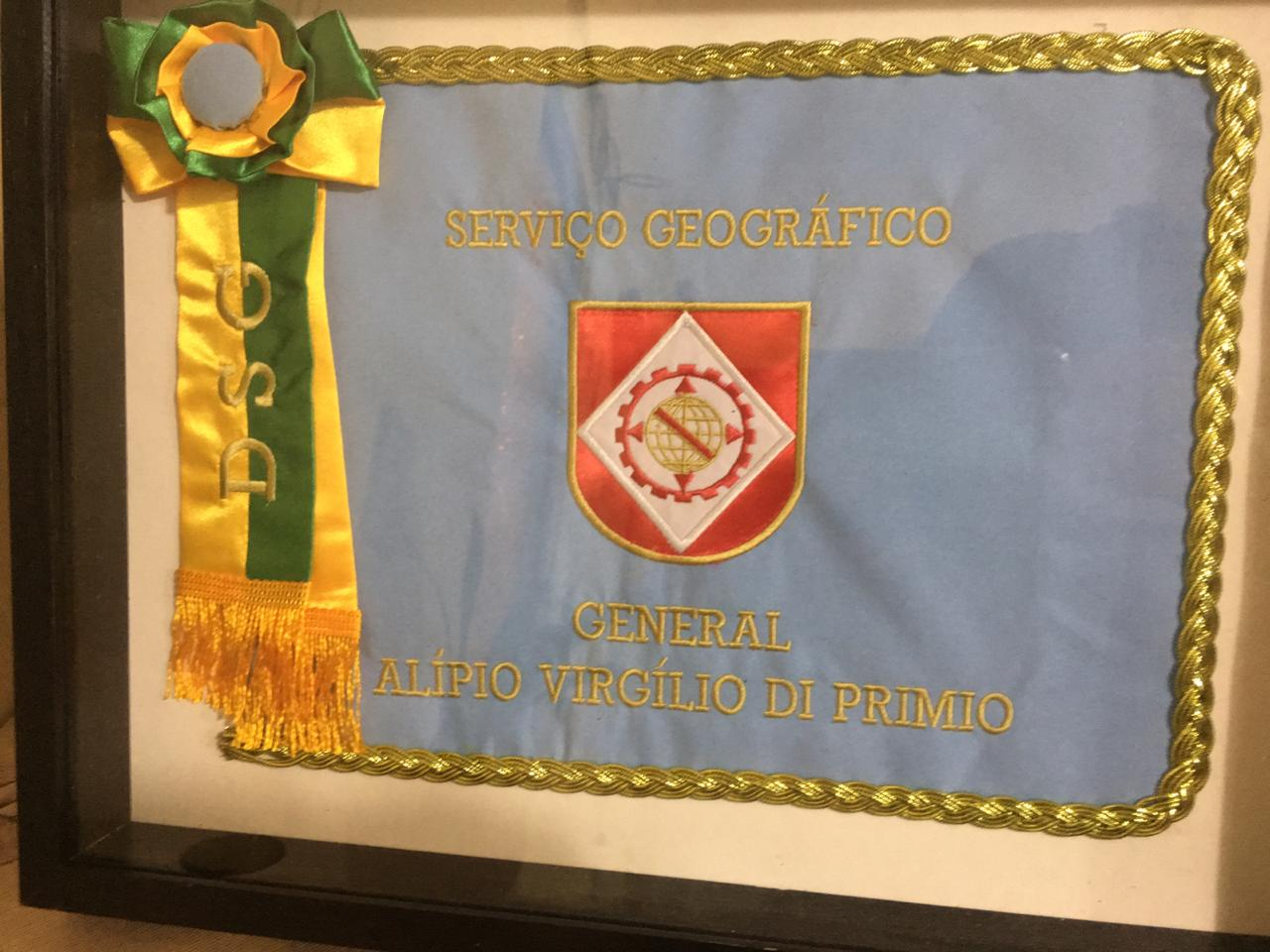
Estandarte histórico da DSG.

Subordinada ao Departamento de Ciência e Tecnologia, a DSG tem por missão superintender no âmbito do Exército Brasileiro as atividades relativas às imagens e informações geográficas, principalmente visando a produção cartográfica nas suas mais diversas formas, ao estabelecimento de normas e instruções, ao suprimento e à manutenção do material de sua gestão, e as decorrentes de convênios com órgãos da administração pública.
A DSG tem subordinados cinco Centros de Geoinformação (CGEO) regionais, antigamente denominados Divisões de Levantamento (DL), localizados em Porto Alegre, Brasília, Olinda, Manaus e Rio de Janeiro.[carece de fontes?]

## Histórico
As principais datas históricas da DSG são:
- 1890: criação do Serviço Geográfico (SG), como anexo do Observatório Nacional, no Rio de Janeiro;
- 1903: criação da Comissão da Carta Geral do Brasil (CCGB), em Porto Alegre;
- 1917: renomeação do SG em Serviço Geográfico Militar (SGM) e transferência da sede para a Fortaleza da Conceição
- 1932: renomeação do SGM em Serviço Geográfico do Exército (SGE) e da CCGB em 1a Divisão de Levantamento do SGE.
- 1946: criação da Diretoria do Serviço Geográfico do Exército (DSGE), com sede no Palácio da Conceição
- 1953: renomeação da DSGE para Diretoria de Serviço Geográfico (DSG)
- 1972: transferência da DSG para o Quartel General do Exército, em Brasília.